# Piotr Fast
Piotr Fast (ur. 1 listopada 1951 w Warszawie) – profesor zwyczajny, historyk literatury rosyjskiej, przekładoznawca, tłumacz. 
Ukończył I Liceum Ogólnokształcące im. Króla Jana III Sobieskiego w 1969 roku. Absolwent rusycystyki na Uniwersytecie im. Adama Mickiewicza w Poznaniu (1975). Długie lata związany z Uniwersytetem Śląskim w Katowicach, gdzie został zatrudniony w 1975, zdobył stopnie naukowe (doktora w 1980, doktora habilitowanego w 1987), tytuł naukowy profesora (1995) oraz pełnił rozliczne funkcje kierownicze (m.in. prorektora ds. studenckich – 1990–1993). W latach 2005–2010 – rektor Wyższej Szkoły Lingwistycznej w Częstochowie. Następnie był zatrudniony w Wyższej Szkole Europejskiej im. ks. Józefa Tischnera w Krakowie i  na Wydziale Humanistyczno-Społecznym Akademii Techniczno-Humanistycznej w Bielsku-Białej (2012–2014). W roku akademickim  2014/15 powrócił do pracy w Instytucie Filologii Wschodniosłowiańskiej Uniwersytetu Śląskiego. 
Autor kilkunastu książek z zakresu historii literatury rosyjskiej, współautor podręcznika akademickiego Historia literatury rosyjskiej XX wieku pod red. Andrzeja Drawicza, redaktor kilkudziesięciu prac zbiorowych. Opublikował ponad 200 artykułów naukowych i popularnonaukowych, recenzji, tłumaczeń tekstów naukowych oraz przekładów prozy i poezji rosyjskiej, m.in. Josifa Brodskiego, Jewgienija Riejna, Nikołaja Rubcowa, Jurija Drużnikowa, Ilji Erenburga, Aleksandra Woronskiego, Grigorija Danilewskiego. Autor tomiku poezji Na linie. Wiersze (2002). Redaktor naczelny serii wydawniczej „Studia o przekładzie”, kwartalnika „Przegląd Rusycystyczny” oraz serii „Biblioteka Przeglądu Rusycystycznego”. 
Członek m.in. Komitetu Słowianoznawstwa PAN, International Comparative Literature Association i Stowarzyszenia Tłumaczy Literatury; przewodniczący Komisji Przekładoznawczej Międzynarodowego Komitetu Slawistów. Laureat nagrody Ministra Edukacji Narodowej, odznaczony brązowym, srebrnym i złotym Krzyżem Zasługi, Medalem KEN, Medalem im. Aleksandra Puszkina oraz Złotym Medalem „Zasłużony dla Uniwersytetu Śląskiego”.
Książki
- Poetyka rosyjskiej powieści produkcyjnej (1929–1941) (1981)
- Nurt paraboliczny w prozie Ilji Erenburga. Między poetyką a interpretacją (1987)
- „Mistrz i Małgorzata” Bułhakowa. Pisarz, epoka, powieść (1991)
- Erenburg i konteksty. Studia z poetyki i historii literatury rosyjskiej (1992)
- Od odwilży do pieriestrojki. Studia i szkice o najnowszej literaturze rosyjskiej (1992)
- Spotkania z Brodskim (1996)
- Ideology, Aesthetics, Literary History. The Socialist Realism and its Others (1999)
- Spotkania z Brodskim (dawne i nowe) (2000)
- Realizm socjalistyczny w literaturze rosyjskiej. Doktryna, poetyka, konteksty (2003)
- Wczesna twórczość Anatolija Kima. Wybrane zagadnienia poetyki i interpretacji (współautor Katarzyna Jastrzębska, 2006)
- Rozumem Rosji nie ogarniesz... Szkice o książkach (2010)
- Translatologiczne wyprawy i przechadzki (współautor Alina Świeściak, 2010)